# لوك بلانشت
لوك بلانشت هو اقتصادي وسياسي كندي، ولد في 25 فبراير 1960 في Cap-de-la-Madeleine ‏ في كندا. نشط حزبياً في حزب كيبيك الليبرالي. وقد انتخب عضو الجمعية الوطنية في كيبك ‏ عن دائرة Rouyn-Noranda–Témiscamingue ‏ خلال فترته النيابية ‏ (23 أبريل 2014 – 1 أكتوبر 2018).